# Mémorial Thomas-Sankara
 (septembre 2022).
La mise en forme du texte ne suit pas les recommandations de Wikipédia : il faut le « wikifier ».
Les points d'amélioration suivants sont les cas les plus fréquents. Le détail des points à revoir est peut-être précisé sur la page de discussion.
- Les titres sont pré-formatés par le logiciel. Ils ne sont ni en capitales, ni en gras.
- Le texte ne doit pas être écrit en capitales (les noms de famille non plus), ni en gras, ni en italique, ni en « petit »…
- Le gras n'est utilisé que pour surligner le titre de l'article dans l'introduction, une seule fois.
- L'italique est rarement utilisé : mots en langue étrangère, titres d'œuvres, noms de bateaux, etc.
- Les citations ne sont pas en italique mais en corps de texte normal. Elles sont entourées par des guillemets français : « et ».
- Les listes à puces sont à éviter, des paragraphes rédigés étant largement préférés. Les tableaux sont à réserver à la présentation de données structurées (résultats, etc.).
- Les appels de note de bas de page (petits chiffres en exposant, introduits par l'outil «  Source ») sont à placer entre la fin de phrase et le point final[comme ça].
- Les liens internes (vers d'autres articles de Wikipédia) sont à choisir avec parcimonie. Créez des liens vers des articles approfondissant le sujet. Les termes génériques sans rapport avec le sujet sont à éviter, ainsi que les répétitions de liens vers un même terme.
- Les liens externes sont à placer uniquement dans une section « Liens externes », à la fin de l'article. Ces liens sont à choisir avec parcimonie suivant les règles définies. Si un lien sert de source à l'article, son insertion dans le texte est à faire par les notes de bas de page.
- La présentation des références doit suivre les conventions bibliographiques. Il est recommandé d'utiliser les modèles {{Ouvrage}}, {{Chapitre}}, {{Article}}, {{Lien web}} et/ou {{Bibliographie}}. Le mode d'édition visuel peut mettre en forme automatiquement les références.
- Insérer une infobox (cadre d'informations à droite) n'est pas obligatoire pour parachever la mise en page.

Pour une aide détaillée, merci de consulter Aide:Wikification.
Si vous pensez que ces points ont été résolus, vous pouvez retirer ce bandeau et améliorer la mise en forme d'un autre article.
Le mémorial Thomas-Sankara est un mémorial situé à Ouagadougou, au Burkina Faso, dédié à la mémoire du président burkinabé Thomas Sankara. Il est érigé sur le site du Conseil de l'Entente, où a lieu l’assassinat de Sankara. La construction du monument débute en 2019 et il est officiellement ouvert en 2020.
En février 2023, Thomas Sankara et les 12 autres personnes assassinées en octobre 1987, sont inhumées derrière la statue du mémorial.

## Historique
Le mémorial Thomas-Sankara, est un projet porté par un groupe d’acteurs comprenant des cinéastes, des artistes, des journalistes et des compagnons de la lutte de la révolution d’août 1983. Des collectes de fonds sont initiées à travers l’Afrique, l’Europe et jusqu’aux États-Unis pour financer la construction du monument sur le site du Conseil de l’Entente. Le coût total du projet de construction s'élève à plusieurs millions de dollars,.
Le mausolée Thomas-Sankara, où se trouvent les dépouilles de Sankara et ses 12 autres compagnons assassinés avec lui, a été inauguré le 17 mai 2025 sur le site du mémorial. Le Mausolée a été conçu par l'architecte burkinabé, lauréat du prix Pritzker d'architecture 2022, Diébédo Francis Kéré.

## Inauguration
L’inauguration du mémorial Thomas-Sankara a lieu en mars 2019, avec la présence de l'ancien président ghanéen John Jerry Rawlings. La statue initialement dévoilée suscite une controverse significative sur les réseaux sociaux en raison de son écart avec l'image authentique de l'ancien président du Burkina Faso. En conséquence, elle est retirée pour être corrigée en atelier, puis réinstallée en février 2020,. Le 17 mai 2020, lors d'une cérémonie marquant l'anniversaire de l'arrestation de Thomas Sankara, la statue est à nouveau dévoilée en présence de proches et de membres du gouvernement. 

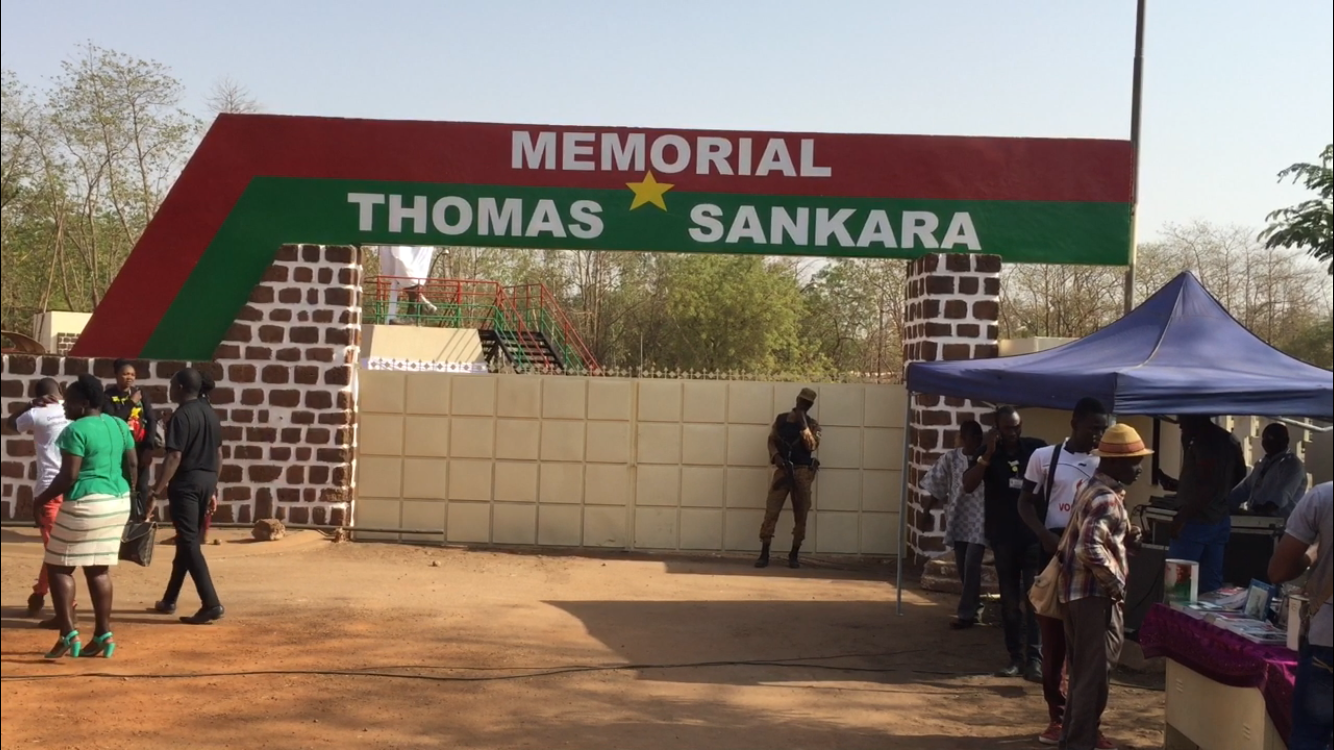
Mémorial Thomas-Sankara

Le mémorial Thomas-Sankara est un site touristique et de pèlerinage, accueillant entre 200 et 400 visiteurs par jour. 

## Caractéristiques
- La statue en ronde-bosse mesure cinq mètres de haut et est entièrement réalisée en bronze selon la technique de la cire perdue. Elle représente le capitaine Thomas Sankara.
- Elle est installée sur un socle en béton de trois mètres de haut, de forme pyramidale à quatre faces. Chaque face du socle comporte trois bustes en haut-reliefs, symbolisant les douze compagnons assassinés avec le capitaine Sankara le 15 octobre 1987.  Les bas-reliefs en bronze patiné sont également réalisés avec la technique de la cire perdue.
- La hauteur totale de la statue est de huit mètres, pour un poids estimé à treize tonnes, dont sept tonnes pour la statue en bronze et six tonnes pour le socle. L'œuvre est entièrement réalisée au Burkina Faso par une équipe estimée à cinquante-sept personnes[17],[18].